# Friedhof Trojekurowo

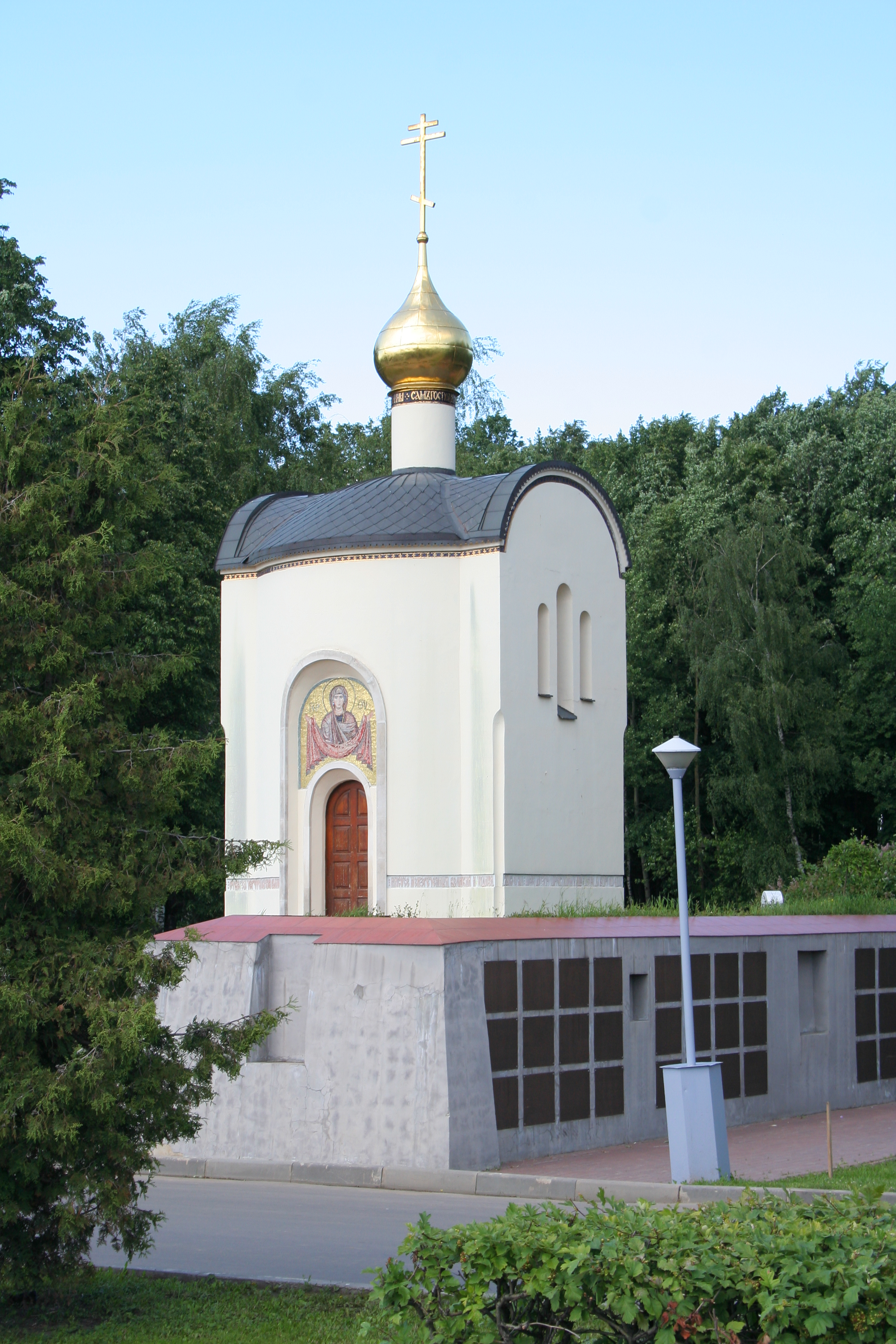
Friedhofskapelle

Der Friedhof Trojekurowo (russisch Троекуровское кладбище) ist ein ab 1962 angelegter Friedhof in Moskau (Russland). Er wird als Zweigstelle des Nowodewitschi-Friedhofs verwaltet und ist eine Begräbnisstätte zahlreicher prominenter Persönlichkeiten aus Politik, Kultur und Wissenschaft.

## Beschreibung
Der Friedhof befindet sich im Stadtteil Otschakowo-Matwejewskoje im Westlichen Verwaltungsbezirk Moskaus. Er ist unter anderem über den äußeren Moskauer Stadtautobahnring MKAD (Ausfahrt Trojekurowski Projesd) zu erreichen, die günstigste ÖPNV-Verbindung stellt der Mosgortrans-Bus 612 dar, der zwischen dem Haupteingang des Friedhofs und der Metrostation Kunzewskaja verkehrt. Nur einen Kilometer nördlich befindet sich an derselben Straße der Kunzewoer Friedhof.
Der Friedhof Trojekurowo, für den das ehemalige Dorf Trojekurowo (das 1960 nach Moskau eingemeindet wurde) namensgebend ist, hat 14 Abschnitte mit einer Gesamtfläche von knapp 21 Hektar. Auf dem Gelände gibt es eine Friedhofskapelle sowie ein in den 1970er-Jahren entstandenes Ensemble im Eingangsbereich, zu dem unter anderem ein Leichenhaus und zwei Trauerhallen mit einem Fassungsvermögen von 600 (damit die größte in Russland) bzw. 100 Personen gehören.

## Gräber prominenter Personen

Grabskulptur Dmitri Cholodows

Grabstein der Eheleute Kolbin

Grabmal der Eheleute Pugo

Grabstein von Igor Sergejew

Seit der Gründung des Friedhofs wurden hier des Öfteren hochrangige Politiker und Militärs der ehemaligen Sowjetunion beigesetzt. Auch nach dem Ende des Sowjetstaates finden viele prominente Personen ihre letzte Ruhestätte auf dem Trojekurowoer Friedhof.
Zu den bekanntesten hier bestatteten Verstorbenen gehören:
- Pjotr Abrassimow (1912–2009), Diplomat (Abschnitt 2)
- Sergei Achromejew (1923–1991), Marschall der Sowjetunion (Abschnitt 2)
- Weniamin Alexandrow (1937–1991), Eishockeyspieler (Abschnitt 2)
- Isidor Annenski (1906–1977), Regisseur (Abschnitt 1)
- Juri Awerbach (1922–2022), Schachspieler (Großmeister)
- Jewgeni Michailowitsch Beljajew (1926–1994), russischer Tenor und Solist des Alexandrow-Ensemble (Abschnitt 3)
- Alexandra Birjukowa (1929–2008), Politikerin
- Wolodymyr Bjeljajew (1907–1990), sowjetischer Schriftsteller und Drehbuchautor
- Waleri Boldin (1935–2006), Politiker
- Irina Bugrimowa (1910–2001), Akrobatin und Dompteuse
- Matwei Burlakow (1935–2011), Generaloberst, letzter Oberkommandierender der Gruppe der Sowjetischen Streitkräfte in Deutschland
- Dmitri Cholodow (1967–1994), Journalist (Abschnitt 3)
- Tatjana Dmitrijewa (1951–2010), Medizinerin und Politikerin (Abschnitt 1)
- Weronika Dudarowa (1916–2009), Dirigentin
- Semjon Farada (1933–2009), Schauspieler (Abschnitt 6)
- Georgi Farafonow (1919–1993), Diplomat
- Witali Fedortschuk (1918–2008), Politiker
- Konstantin Feoktistow (1926–2009), Kosmonaut (Abschnitt 6)
- Boris Fjodorow (1958–2008), Ökonom und Politiker
- Wladislaw Galkin (1971–2010), Schauspieler (Abschnitt 6)
- Kira Golowko (1919–2017), sowjetische bzw. russische Theater- und Filmschauspielerin
- Sergej Dimtriewitsch Gorelow (1920–2009), sowjetischer Generaloberst der Flieger
- Lidija Grafowa (1938–2020), Journalistin und Menschenrechtsaktivistin
- Anatoli Gribkow (1919–2008), Armeegeneral (Abschnitt 14)
- Wassili Grossman (1905–1964), Schriftsteller und Journalist (Abschnitt 10)
- Alexander Jakowlew (1923–2005), Schriftsteller und Politiker (Abschnitt 10a)
- Gennadi Janajew (1937–2010), Politiker und Vizepräsident der UdSSR
- Iwan Jarygin (1948–1997), Ringer (Abschnitt 4)
- Georgi Jegorow (1918–2008), Flottenadmiral
- Stanislaw Jemeljanow (1929–2018), Mathematiker, Kybernetiker, Informatiker und Hochschullehrer
- Nikolai Semjonowitsch Kardaschow (1932–2019), Astrophysiker (Abschnitt 27a)[1]
- Wladimir Karpow (1922–2010), Schriftsteller (Abschnitt 14)
- Iwan Kasanez (1918–2013), ukrainisch-sowjetischer Politiker
- Konstantin Katuschew (1927–2010), Diplomat und Politiker (Abschnitt 7g)
- Andrei Kirilenko (1906–1990), Politiker (Abschnitt 1)
- Gennadi Kolbin (1927–1998), Politiker (Abschnitt 4)
- Lew Koroljow (1926–2016), Informatiker
- Andrei Koslow (1965–2006), Bankier (Abschnitt 6a)
- Wjatscheslaw Kotschemassow (1918–1998), Diplomat und Politiker
- Wladimir Krjutschkow (1924–2007), Geheimdienstfunktionär (Abschnitt 10a)
- Nikolai Krutschina (1928–1991), Politiker (Abschnitt 2)
- Alfred Kutschewski (1931–2000), Eishockeyspieler (Abschnitt 4)
- Leonid Kurawljow (1936–2022), Schauspieler
- Juri Lewada (1930–2006), Soziologe und Politikwissenschaftler (Abschnitt 10a)
- Anatoli Majorez (1929–2016), Politiker
- Juri Masljukow (1937–2010), Politiker (Abschnitt 4)
- Novella Matwejewa (1934–2016), Dichterin
- Wladimir Melnikow (1935–2010), Politiker
- Georgi Milljar (1903–1993), Schauspieler (Abschnitt 3)
- Jewgeni Mischakow (1941–2007), Eishockeyspieler
- Juri Moissejew (1940–2005), Eishockeyspieler (Abschnitt 7)
- Jelena Muchina (1960–2006), Kunstturnerin (Abschnitt 13a)
- Julija Natschalowa (1981–2019), Sängerin und Schauspielerin[2]
- Boris Nemzow (1959–2015), Politiker
- Andrei Panin (1962–2013), Schauspieler und Regisseur
- Jewdokija Pasko (1919–2017), Heldin der Sowjetunion, Physikerin und Hochschullehrerin
- Wadim Petrow (1931–2009), Testpilot
- Jelena Petuschkowa (1940–2007), Dressurreiterin und Biochemikerin (Abschnitt 6a)
- Pawel Plotnikow (1917–2015), Generalleutnant und Held der Sowjetunion[3]
- Alla Pokrowskaja (1937–2019), sowjetische bzw. russische Theater- und Filmschauspielerin, Bühnenregisseurin und Theaterpädagogin
- Ljubow Polischtschuk (1949–2006), Schauspielerin (Abschnitt 6a)
- Anna Politkowskaja (1958–2006), Journalistin und Menschenrechtlerin (Abschnitt 7)
- Pawel Popowitsch (1930–2009), Kosmonaut (Abschnitt 6)
- Anatoli Pristawkin (1931–2008), Schriftsteller und Menschenrechtler
- Boris Pugo (1937–1991), Politiker (Abschnitt 1)
- Michail Saizew (1923–2009), Armeegeneral und Oberkommandierender der Gruppe der Sowjetischen Streitkräfte in Deutschland (Abschnitt 7)
- Anatoli Sawin (1920–2016), Informatiker
- Daniil Schafran (1923–1997), Cellist (Abschnitt 2)
- Michail Schatrow (1932–2010), Dramatiker
- Oleg Schenin (1937–2009), Politiker (Abschnitt 10a)
- Alexander Schtschukin (1900–1990), Physiker
- Wladimir Semitschastny (1924–2001), Geheimdienstfunktionär (Abschnitt 4)
- Igor Sergejew (1938–2006), Marschall und Politiker (Abschnitt 6)
- Anatoli Sofronow (1911–1990), Schriftsteller (Abschnitt 2)
- Boris Spasski (1937–2025), Schachspieler (Weltmeister)
- Wassili Stalin (1921–1962; wurde 2002 nach Trojekurowo umgebettet), General, Sohn Josef Stalins (Abschnitt 13)
- Walentina Tolkunowa (1946–2010), Sängerin (Abschnitt 6)
- Witali Tschurkin (1952–2017), Diplomat (Abschnitt 8)
- Gohar Wardanjan (1926–2019), Agentin
- Walentin Warennikow (1923–2009), General und Politiker (Abschnitt 4)
- Michail Wodopjanow (1899–1980), Pilot im Zweiten Weltkrieg, Held der Sowjetunion (Abschnitt 1)
- Arseni Woroscheikin (1912–2001), Pilot im Zweiten Weltkrieg, Held der Sowjetunion (Abschnitt 4)
- Witali Wulf (1930–2011), Kunsthistoriker